# Mairie de Geumcheon-gu (métro de Séoul)
Geumcheon-gu (hangeul : 금천구청 ; hanja : 衿川區廳, officiellement en anglais Geumcheon-gu Office) est une station de passage de la ligne 1 du métro de Séoul. Elle est située au 91 Siheung-daero 63-gil, dans le quartier Siheung 1-dong de l'arrondissement Geumcheon-gu à Séoul en Corée du Sud, au sud-ouest de Séoul en Corée du Sud.
La gare d'origine ouvre en 1908 et la station de métro de la ligne 1 en 1974. Elle est desservie par les rames des services omnibus et express de la ligne 1.

## Situation sur le réseau

Plan du réseau (2023)

Établie en surface, la station Mairie de Geumcheon-gu est une station de bifurcation entre la branche Sinchang et la branche Gwangmyeong de la ligne 1 du métro de Séoul, 
sur la ligne principale elle est située : entre la station Doksan, en direction du terminus nord-est Yeoncheon, et la station Seoksu, en direction du terminus sud-ouest Sinchang.
sur la courte branche Gwangmyeong, elle est située avant la station Gwangmyeong terminus de la branche, permettant une correspondance directe avec la gare de Gwangmyeong.

## Histoire

### Gare ferroviaire
La gare d'origine est mise en service le 1er avril 1908,, elle est nommée Siheung le 1er mars 1914,.

### Station de métro
La station Siheung est mise en service le 15 août 1974, lors de l'ouverture à l'exploitation de la section de Seoul à Suwon, dite ligne Gyeongbu, de la nouvelle ligne 1 du métro de Séoul,.

Vues de la station Siheung en 2007/2008
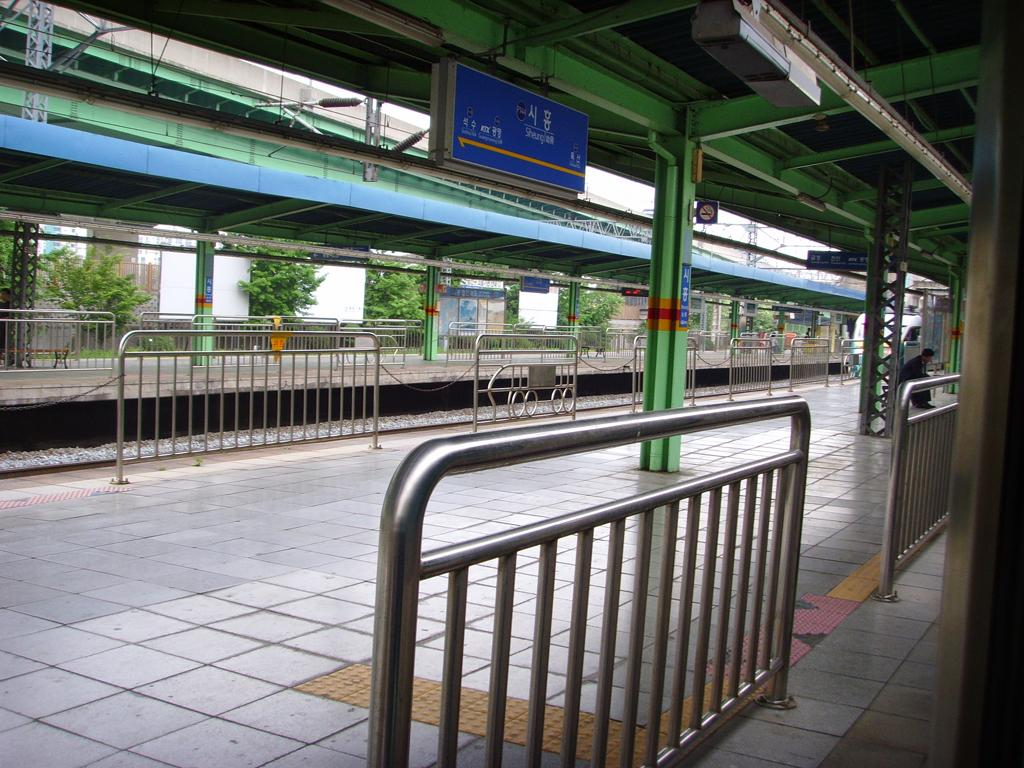
En 2007.
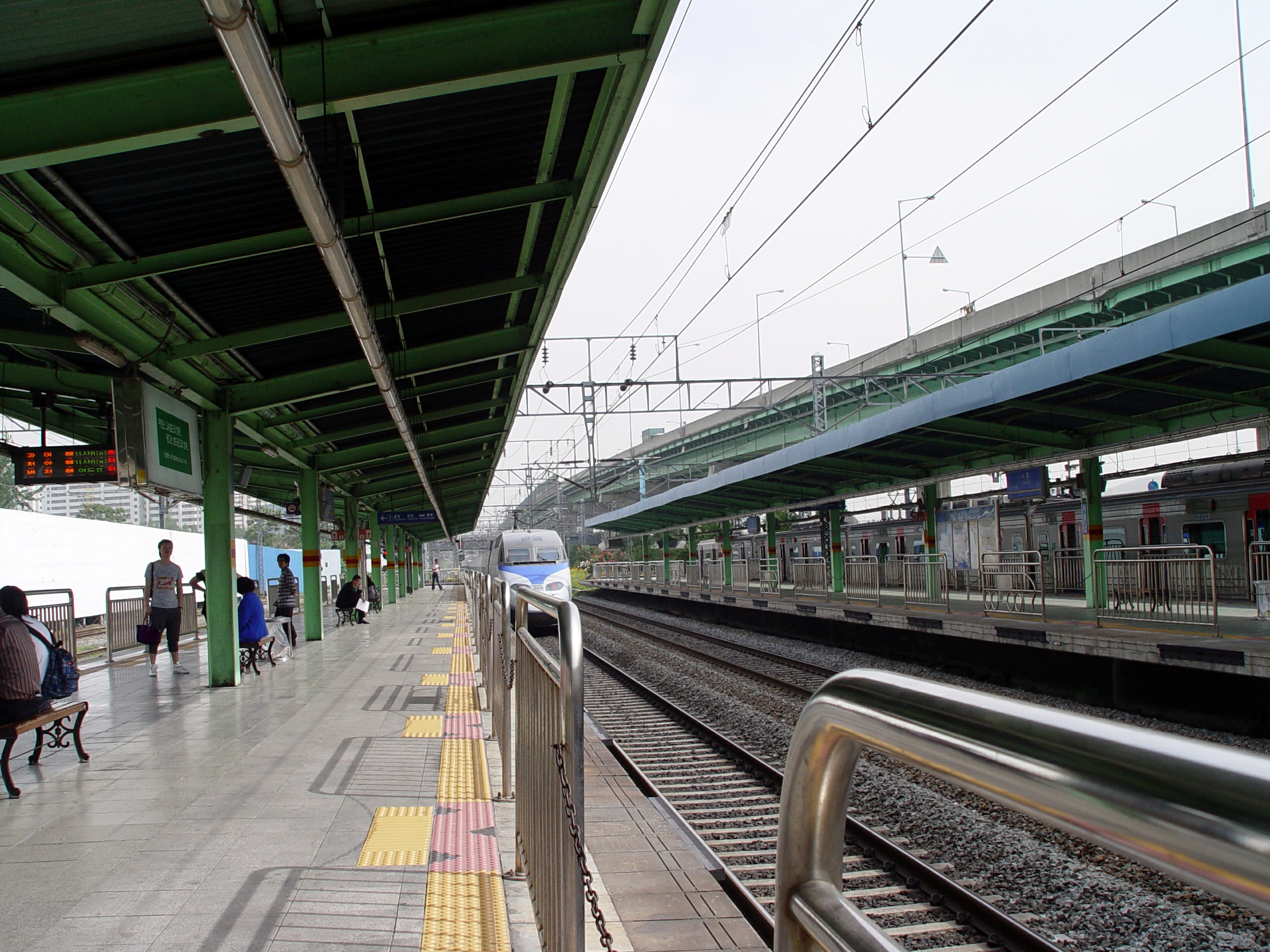
En mai 2008.
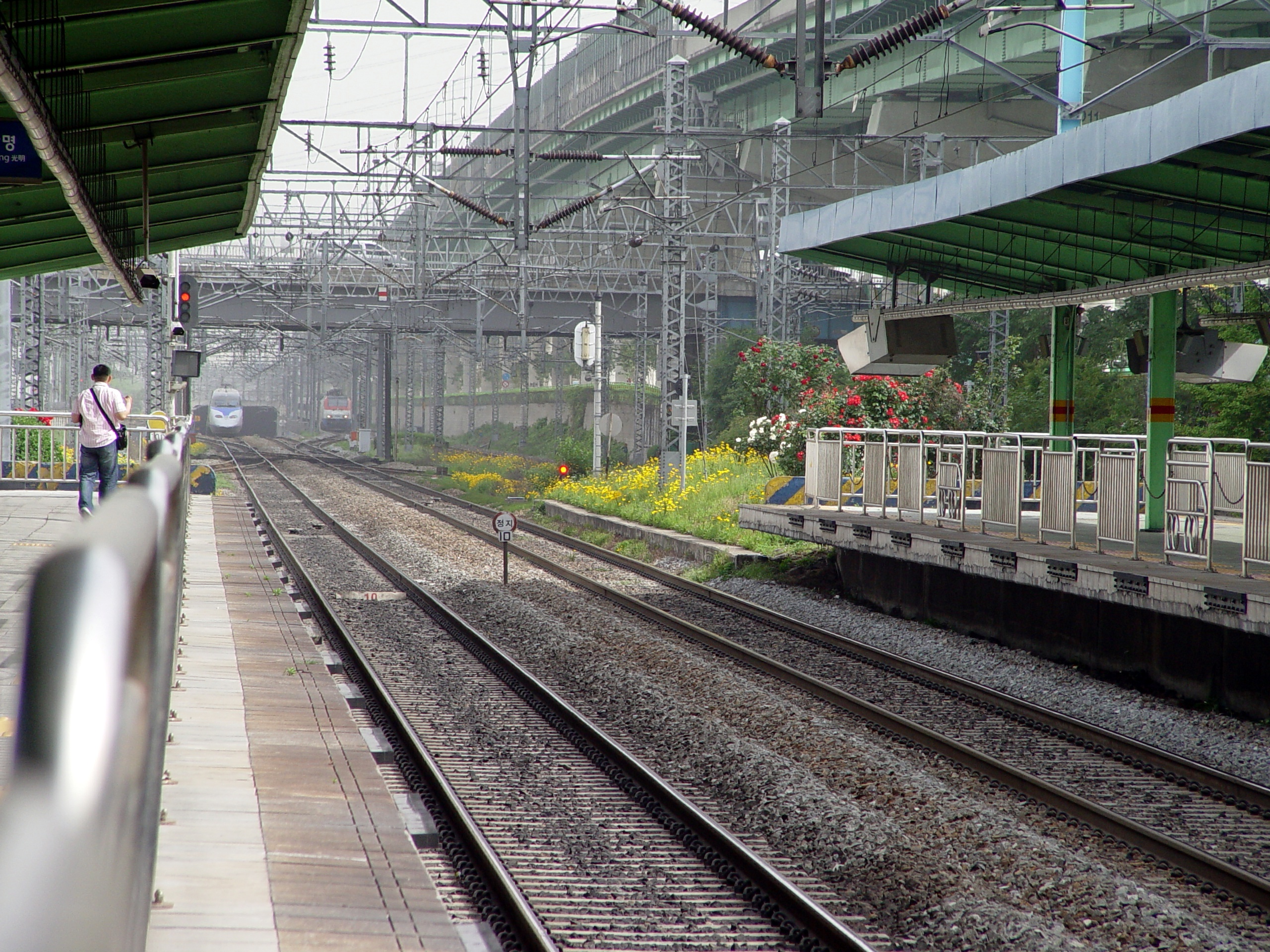
En mai 2008.

La station est renommée Mairie de Geumcheon-gu le 29 décembre 2008.

## Services aux voyageurs

### Accès et accueil
La station est établie au 91 Siheung-daero 63-gil, dans le quartier Siheung 1-dong. Elle dispose d'une unique bouche numérotée 1.

### Desserte
Mairie de Geumcheon-gu, est desservie par les rames des services omnibus et express de la ligne 1. Elle dispose de deux quais centraux équipés de portes palières

Vues de la station
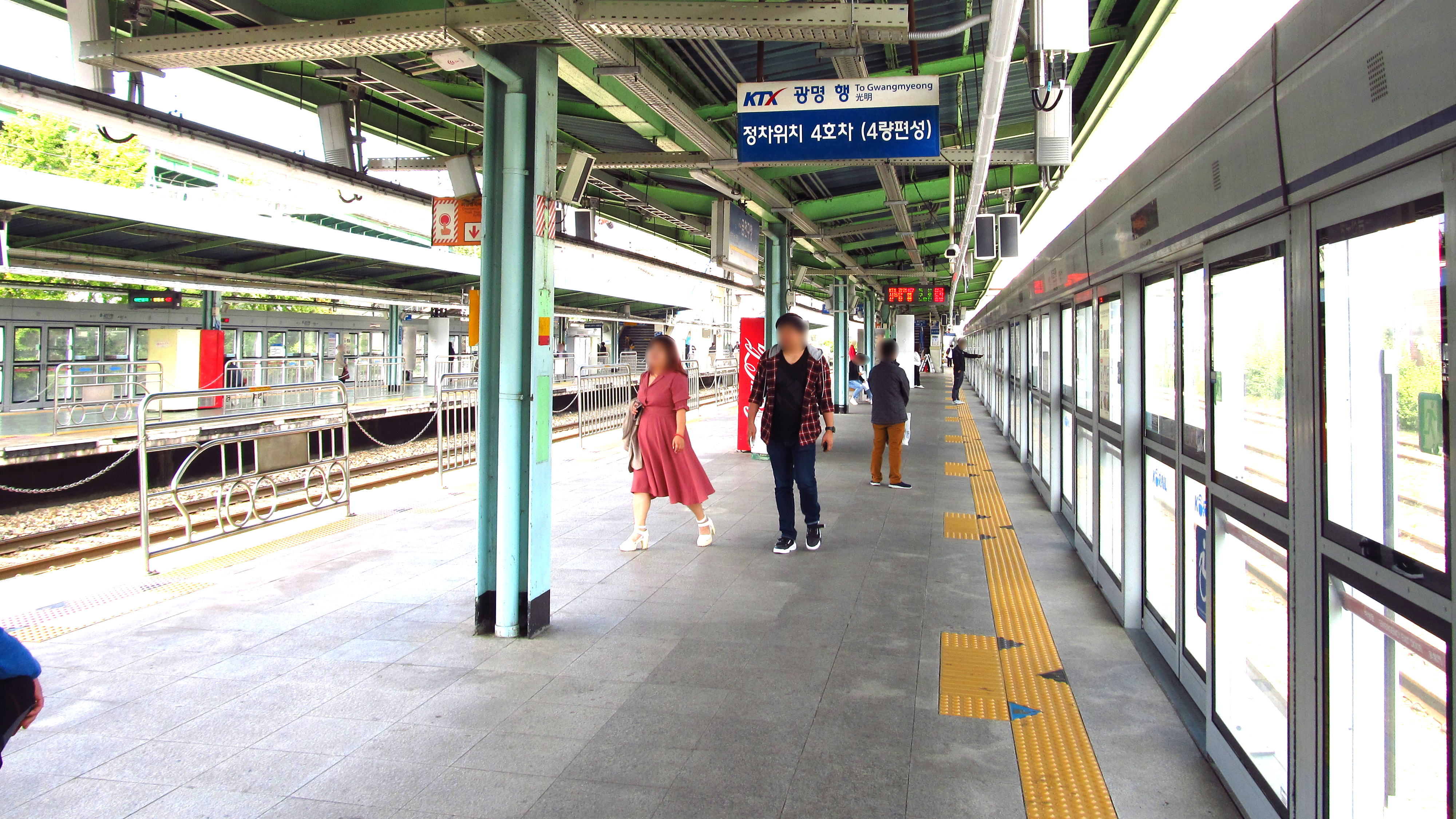
En 2019.
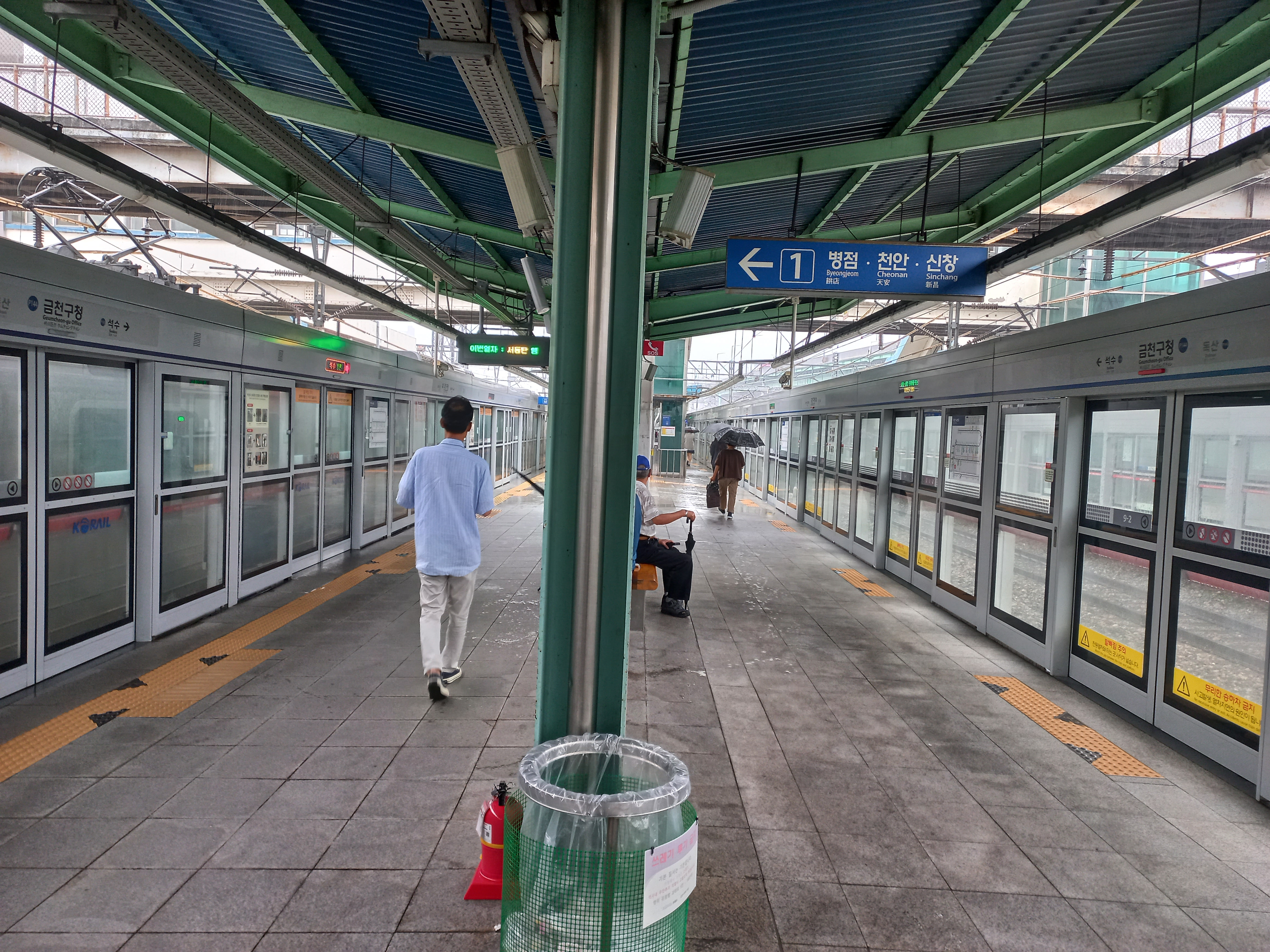
En 2023.

### Intermodalité
Des arrêts de bus sont situés à proximité.